# Lithocarpus suffruticosus
Lithocarpus suffruticosus là một loài thực vật có hoa trong họ Cử. Loài này được (Ridl.) Soepadmo mô tả khoa học đầu tiên năm 1970.